# موريلابور
بلدية موريلابور (بالإسبانية: Morelábor) هي بلدية تقع في مقاطعة غرناطة التابعة لمنطقة أندلوسيا جنوب إسبانيا.

## الديموغرافيا
بلغ عدد سكان بلدية موريلابور 765 نسمة عام 2011 (وفقاً للمعهد الوطني الإسباني للإحصاء).
| 953 | 968 | 891 | 847 | 854 | 774 | 765 |